# Sueca (typsnitt)
Sueca, som betyder svensk(a) på spanska och portugisiska, är en typsnittsfamilj speciellt framtagen 2008–2009 för Svenska Dagbladet av den portugisiske typsnittsdesignern Mário Feliciano.
Typsnittsfamiljen består av 41 fonter, och innehåller såväl serif- som sans-serif-typsnitt, både raka och kursiva varianter, samt ett flertal olika vikter.